# Vilhelm
Vilhelm eller Wilhelm är ett mansnamn av tyskt ursprung. Namnet är sammansatt av orden vilja och hjälm. Det har använts som dopnamn i Sverige sedan 1100-talet. Den engelska varianten av namnet, William, har på senare år blivit vanligare än Vilhelm bland nyfödda svenskar. Stavningen Wilhelm är vanligast bland de yngre. En kvinnlig motsvarighet är Vilhelmina.
År 1900 var Vilhelm det åttonde vanligaste bland de nyfödda, med under en stor del av 1900-talet har namnet varit relativt ovanligt. Sedan några år tillbaka har populariteten ökat igen.
Den 31 december 2005 fanns det 44 956 personer folkbokförda i Sverige med namnet Vilhelm/Wilhelm, varav 3 003 med det som tilltalsnamn/förstanamn.
År 2003 fick 782 pojkar namnet, varav 158 fick det som tilltalsnamn/förstanamn.
Namnsdag i Sverige: 6 april. I den finlandssvenska namnsdagslängden har Vilhelm namnsdag 6 april sedan starten 1929, då en egen namnsdagskalender togs i bruk för finlandssvenskar.

## Varianter
- Wilhelm
- William (engelska, ofta Bill och Billy)
- Guillaume (franska)
- Guglielmo (italienska)
- Guilherme (portugisiska)
- Guillermo (spanska)
- Willem (holländska)
- Viljami, Vilho, Viljo (finska)

## Kortformer
- Ville

## Personer med namnet Vilhelm/Wilhelm
- Vilhelm I, engelsk kung 1066, kallad Erövraren
- Vilhelm II, engelsk kung 1087, kallad den röde
- Vilhelm III, engelsk kung 1689
- Vilhelm IV, engelsk kung 1830 (Förenade kungariket)
- Vilhelm I, nederländsk kung 1815
- Vilhelm II, nederländsk kung 1840
- Vilhelm III, nederländsk kung 1849
- Wilhelm, svensk prins 1884 och konstnär och författare, son till kung Gustaf V
- Vilhelm I, tysk kejsare 1871
- Vilhelm II, tysk kejsare 1888
- Vilhelm, dansk biskop
- Vilhelm av Æbelholt, dansk abbot
- Wilhelm Friedemann Bach, tysk kompositör
- Wilhelm Backhaus, tysk pianist
- Wilhelm von Braun, svensk författare
- Wilhelm Brauns, tysk uppfinnare, företagsledare
- Wilhelm Bruhn, tysk uppfinnare, uppfann taxametern
- Vilhelm Bryde, svensk skådespelare, regissör, filmproducent
- Wilhelm Bungert, västtysk tennisspelare
- Carl Wilhelm Böttiger, svensk poet och litteraturhistoriker, ledamot av Svenska Akademien
- Wilhelm Canaris, tysk nazistisk amiral, chef för den militära underrättelsetjänsten
- Wilhelm Carlberg, svensk skytt, OS-guld 1912
- Wilhelm Cuno, tysk politiker, rikskansler
- Christoffer Wilhelm Eckersberg, dansk konstnär
- Vilhelm Ekelund, svensk författare
- Wilhelm Frick, tysk nazistisk politiker
- Wilhelm Furtwängler, tysk dirigent
- Wilhelm Grimm, tysk folklorist och germanist
- Vilhelm Grønbech, dansk professor i religionshistoria
- Vilhelm Hammershøi, dansk målare
- Georg Wilhelm Friedrich Hegel, tysk filosof
- Wilhelm von Humboldt, tysk statstvetare och lingvist
- Wilhelm Keitel, tysk nazistisk officer
- Vilhelm Lassen, Danmarks finansminister 1905-1908
- Vilhelm Lundvik, svensk ämbetsman, politiker och näringslivsledare
- Wilhelm Marx, tysk politiker, rikskansler
- Vilhelm Moberg, svensk författare
- Wilhelm Müller (1794–1827), tysk skald
- Wilhelm Müller (1909–1984), tysk handbollsspelare
- Wilhelm Konrad Hermann Müller (1812–1890), tysk germanist
- Wilhelm av Ockham, engelsk franciskanmunk och filosof
- Wilhelm Ostwald, balttysk fysiker och nobelpristagare i kemi 1909
- Wilhelm Peterson-Berger, svensk tonsättare
- Wilhelm Pieck, östtysk president
- Wilhelm Preus Sommerfelt, norsk biblioteksman och bibliograf
- Wilhelm Röntgen, tysk fysiker, mottagare av Nobelpriset i fysik 1901
- Wilhelm von Schwerin, svensk militär
- Vilhelm av Sens, fransk murmästare
- Johan Vilhelm Snellman, finländsk filosof, författare, statsman
- Wilhelm Stenhammar, svensk tonsättare
- Carl Vilhelm August Strandberg, svensk poet, ledamot av Svenska Akademien
- Vilhelm Svedbom, svensk kompositör
- Vilhelm Erik Svedelius, svensk statsvetare, historiker, ledamot av Svenska Akademien
- Wilhelm Tell, schweizisk nationalhjälte
- Wilhelm Wien, tysk fysiker, mottagare av Nobelpriset i fysik 1911
- Willem Einthoven, nederländsk fysiolog, mottagare av Nobelpriset i fysiologi eller medicin 1924
- Kati Wilhelm, tysk skidskytt

## Fiktiva personer med namnet Vilhelm/Wilhelm
- Wilhelm, fiktiv prins av Sverige, Young Royals, tv-serie, Netflix